# Curtiss T-32 Condor II
Il Curtiss T-32 Condor II fu un aereo da trasporto civile realizzato nei primi anni trenta dall'azienda statunitense Curtiss Aeroplane and Motor Company.
Primo aereo al mondo ad utilizzare cuccette per il trasporto notturno, il Condor fu anche l'ultimo grande biplano per il trasporto di passeggeri realizzato dall'industria statunitense. Fu impiegato sia da compagnie aeree per il servizio di linea, sia da alcune forze armate per le quali fu realizzata anche una variante da bombardamento.

## Storia del progetto
Il progetto del Curtiss T-32 nacque nel 1931, a seguito della richiesta da parte della Eastern Air Transport per una variante migliorata del precedente Condor 18, versione passeggeri del bombardiere B-2 Condor.
Affidato all'ingegnere George A. Page Jr., il progetto era destinato a ridare vita agli impianti della Curtiss di Saint Louis, rimasti inutilizzati a seguito della Grande depressione del 1929. La sigla T-32 ne indicava l'impiego ("T"rasporto) e il carico utile, in centinaia di libbre (3 200 lb, 1 451 kg), mentre mantenendo, anche se in modo non ufficiale, la designazione "Condor" i vertici della Curtiss intesero beneficiare della buona reputazione già guadagnata dal modello originario.

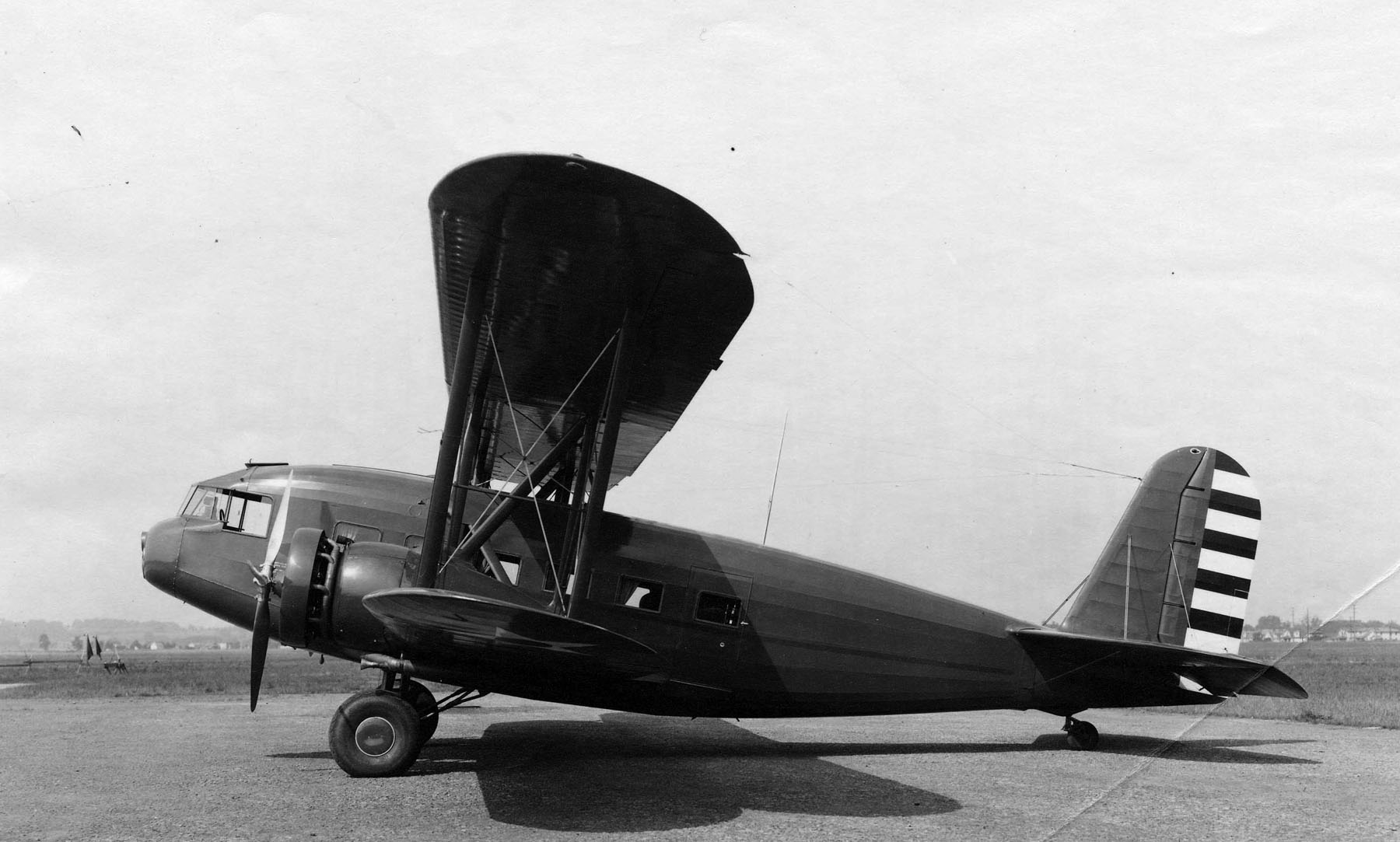
Vista laterale dell'YC-30.

Il Curtiss T-32 volò per la prima volta il 30 gennaio del 1933 ma era già un prodotto anacronistico: appena nove giorni dopo ebbe il battesimo dell'aria il rivoluzionario Boeing 247 che con la sua struttura monoplana interamente metallica fu il capostipite di una serie di aerei, quali i Douglas DC-2 e DC-3 o il Lockheed L-10 Electra, che si sarebbe ben presto assicurata il mercato dei voli di linea.
Curtiss e i vertici della sua azienda erano tuttavia certi che la semplicità dell'aereo, con struttura in tubi di metallo e rivestimento in tela, ne avrebbe agevolato la rapida realizzazione e che la sua corpulenta fusoliera sarebbe stata in grado di soddisfare le richieste delle compagnie aeree per quanto riguardava i voli notturni con passeggeri alloggiati in cuccette, una novità assoluta per il trasporto aereo.
In poco più di dodici mesi furono costruiti 45 Condor II, venduti inizialmente al costo di 60 000 dollari.

## Tecnica

Il primo piano del muso di un Curtiss Condor della Swissair.

### Cellula
Il Curtiss T-32 era un biplano dall'ampia fusoliera dotata di cabina di pilotaggio completamente coperta. La struttura era composta da tubi metallici con rivestimento in tela trattata.
L'ala aveva il piano inferiore collegato alla pancia della fusoliera mentre tra il piano superiore e il tetto della carlinga vi era ampia luce. I due piani erano tra loro collegati da quattro coppie di montanti (due per ciascuna semiala); le coppie interne erano a forma di "N" rovesciata e nella parte inferiore erano collegate alle gondole dei motori. In coda l'impennaggio era di tipo classico.
Il carrello d'atterraggio era di tipo triciclo posteriore, con gli elementi anteriori semi-retrattili: le gambe, con singola ruota, venivano richiamate all'indietro con movimento rettilineo per ritirarsi nella zona posteriore delle gondole, lasciando parzialmente sporgere al di sotto le ruote; in coda era presente un ruotino, di tipo fisso.
Il T-32 era realizzato anche in configurazione idrovolante; in questo caso il carrello era sostituito da due lunghi galleggianti a scarponi.

### Motore
Per equipaggiare il Condor II la Curtiss scelse due motori Wright R-1820 Cyclone 9, radiali a nove cilindri raffreddati ad aria; le fonti non concordano però circa la versione utilizzata (vengono riportate la "SGR-1820-3" da 750 hp o 560 kW, la "SR-1820-F3" da 700 hp o 520 kW e la "R-1820-F" da 720 hp o 540 kW).
A seconda della scelta dell'utilizzatore, i motori potevano essere carenati mediante una cappottatura NACA oppure un più semplice anello Townend.

### Passeggeri

Interno di un Curtiss AT-32C della Swissair in configurazione diurna.

Il Curtiss T-32 era progettato sia per i voli nella classica configurazione diurna sia per quelli in un'esclusiva, per l'epoca, configurazione notturna.
Nel primo caso nell'ampia fusoliera potevano essere ospitati fino a quindici passeggeri disposti su cinque file da tre sedili ciascuna. Nella configurazione per il volo notturno i passeggeri trasportabili scendevano a dodici, disposti in dodici divanetti singoli, contrapposti a coppie, che per la notte venivano trasformati in cuccette con materassi sovrapposti originando una sorta di letto a castello.

## Impiego operativo
La filosofia con la quale era stato concepito il Curtiss T-32, basata sulla semplicità costruttiva della cellula e delle ali, si rivelò determinante per consentirne l'entrata in servizio regolare a meno di un anno dal primo volo: i primi servizi notturni furono realizzati dalla Eastern Air Transport e dalla American Airways prima della fine del 1933.
I voli di linea, effettuati anche nella configurazione diurna, si esaurirono però nel breve volgere di tre anni, poiché i Condor furono surclassati nelle prestazioni dai più moderni velivoli della concorrenza caratterizzati da prestazioni migliori, soprattutto in termini di velocità, e da minori costi d'esercizio.
Del Condor furono realizzate anche varianti per l'impiego militare, sia come trasporto che come bombardiere; in diverse versioni i velivoli da trasporto furono impiegati dall'USAAC, dall'U.S. Navy, dal corpo dei Marines e, all'estero, dall'Ejército Argentino. La variante da bombardamento, il cui prototipo fu acquistato dalla Cina, venne schierato dalla Fuerza Aérea Colombiana (in versione idrovolante) e dal Cuerpo de Aviación del Perú.
Uno dei due esemplari acquistati dall'esercito statunitense fu impiegato nel corso della seconda spedizione antartica realizzata nel 1933 da Richard Evelyn Byrd. Si trattava di un esemplare dotato di gambe rigide per il carrello fisso, facilmente sostituibile con sci oppure galleggianti a scarponi. Al termine della spedizione, l'aereo fu abbandonato sul posto.
I Condor ebbero una vita operativa complessivamente piuttosto breve, ma una volta dismessi dalle compagnie di trasporto principali cambiarono spesso proprietà, sia sul mercato interno che all'estero. L'ultimo Condor a lasciare il servizio fu uno degli esemplari peruviani, dismesso nel settembre del 1956.

## Versioni

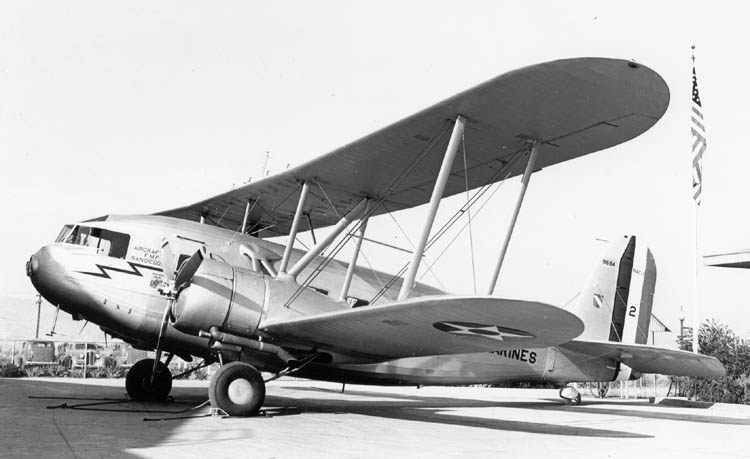
Il Curtiss R4C-1 (9584) con le insegne dell'USMC.

- T-32: versione iniziale (Approved Type Certificate n°501), realizzata per il trasporto di dodici passeggeri in configurazione notturna con sedili convertibili in cuccette. I motori erano Wright Cyclone R-1820-F da 720 hp (540 kW), dotati di anelli Townend in funzione aerodinamica ed avevano eliche a passo variabile, regolabili da terra[2]. Ne furono realizzati 21 esemplari, due dei quali furono acquistati dall'U.S.A.A.C. e immessi in servizio con la denominazione YC-30; uno di questi aerei fu tra i mezzi impiegati nella spedizione antartica capitanata dall'esploratore Richard Evelyn Byrd[2].
  - T-32C: designazione attribuita a dieci degli originari T-32 una volta aggiornati (ATC n°547) agli standard della variante AT-32[10].
- AT-32: seconda versione di produzione (ATC n°534). Si caratterizzava per gondole motore di forma modificata e dotate di cappottatura NACA; le eliche furono sostituite con un modello a passo variabile modificabile in volo. Questa versione fu realizzata in cinque diverse varianti[10]:
  - AT-32A: tre velivoli per servizi notturni, equipaggiati con motore Cyclone SGR-1820-F3 da 710 hp (530 kW);
  - AT-32B: nuovo lotto di tre aerei, ancora per i voli notturni, in questo caso dotati di motore Cyclone SGR-1820-F2 da 720 hp (540 kW);
  - AT-32C: singolo velivolo in configurazione per il trasporto "diurno" di quindici passeggeri. Il motore era il Cyclone SGR-1820-F2 della variante precedente;
  - AT-32D: quattro aerei per trasporto "diurno" di quindici passeggeri, equipaggiati con motore Cyclone SGR-1820-F3;
  - AT-32E: lotto di due aerei "diurni" realizzati in configurazione deluxe per trasportare dodici passeggeri. Il motore rimaneva il Cyclone SGR-1820-F3. Utilizzati dalla U.S. Navy e dagli U.S. Marine Corps, furono denominati R4C-1[N 4][10].
- BT-32: versione da bombardamento. Costruita in otto esemplari, era armata con cinque mitragliatrici disposte in tre postazioni (frontale, centrale e posteriore-ventrale); poteva trasportare 1 680 lb (760 kg) di bombe in fusoliera e sotto le ali[8].
- CT-32: versione cargo. Realizzata in tre esemplari, era caratterizzata dalla presenza di un ampio portellone di carico nella fiancata destra della fusoliera[7].

## Utilizzatori

Il Curtiss Condor AT-32C, con le insegne della Swissair.

### Civili
Stati Uniti
- American Airways[2]
- Eastern Air Transport[2]

 Svizzera
- Swissair[10]

### Militari
Argentina
- Ejército Argentino

 Regno Unito
- Royal Air Force

 Perù
- Cuerpo de Aviación del Perú

 Cina
- Zhōnghuá Mínguó Kōngjūn

 Stati Uniti
- United States Army Air Corps
- United States Marine Corps Aviation
- United States Naval Aviation

### Annotazioni
1. ↑  In seguito avrebbe dato vita al progetto del Curtiss C-46 Commando.
2. ↑  Il prefisso "S" indica trattarsi di variante dotata di un compressore volumetrico mentre la "G" indica la presenza di un demoltiplica all'albero dell'elica.
3. ↑  I cambi di registrazione e di nazionalità non vengono riportati nella fonte indicata, in quanto troppo numerosi.
4. ↑  Trattandosi del secondo aereo da trasporto costruito dalla Curtiss per la U.S. Navy, secondo le regole in vigore il Condor avrebbe dovuto ricevere la denominazione "R2C"; si optò per passare alla sigla "R4C" per evitare confusione con i due precedenti racer Curtiss R2C e R3C.

### Fonti
1. 1 2 3 4 5 6  Bowers, 1979, p. 391.
2. 1 2 3 4 5 6 7 8 9 10 11  Bowers, 1979, p. 392.
3. 1 2  Curtiss T-32 Condor II, in "www.aviation-history.com".
4. ↑  Angelucci e Matricardi, 1977, p. 250.
5. ↑  Curtiss T-32 Condor / BT-32 / CT-32 Condor / R4C, in "all-aero.com".
6. 1 2  Bowers, 1979, p. 396.
7. 1 2  Bowers, 1979, p. 395.
8. 1 2 3  Bowers, 1979, p. 394.
9. ↑  2nd Byrd Antarctic Expedition 1933-34, in "www.admiralbyrd.com/".
10. 1 2 3 4 5  Bowers, 1979, p. 393.

### Pubblicazioni
- (EN) The Curtiss "Condor", in Flight, Sutton, Surrey - UK, Reed Business Information Ltd., 8 luglio 1932,  p. 633. URL consultato l'11 aprile 2019.